# Вело Негрев
Вело (Вельо) Негрев (среща се и Нигрев, както и Негревиц) е български общественик, деец на Българското възраждане в Македония.

## Биография
Роден е в село Селце, Дебърско, тогава в Османската империя. Още като дете в 1833 година баща му го завежда в Солун. Вело Негрев разказва, че дядо му дал една гръцка книжка с поръка да отиде на училище, но той му казал, че не ще да учи на гръцки, а българско училище тогава в Солун нямало. Обучаван е на славянски от монаха Исая, килиен учител, вероятно в Папуджи хан.
При създаването на училището на Славка Динкова в 1866 година се създава „нещо като българска община“ (Младен Панчев) с участието на баща ѝ Константин Държилов, чичо ѝ Киряк Държилов, брат ѝ Георги Динков, Вело Негрев, Йован и Йосиф Франго, Йосиф Яковов и други. В 1867 година е избран за един от тримата „надзиратели“ на училището, заедно с Георги Динков и Киряк Държилов.
На 1833 : та година битката щото била въ онова време заведе ме татко отъ мое отечество у Солуна града у ханъ Папуджи хани и тамо ме преда деду на колено ѧ рока му целувахъ и брада му любихъ (.) Дедо ми подаде едно бело книже со църно нашарено (:) земи синче това книжле иди да учиш книга(.) А ѧ (:) дедо мили дедо не уча герцка книга овде бугарски нема учителъ... и доде учитель той за рака ме поведе близусѣдната одаѧ ме внесе и положи ме да седна и приведе ми дружина за да не сумъ самъ още до 15 дру(ги) деца и учихме двѣ години цѣли кой букваръ, наусница, немахме си книги на ощо да учиме(.) Во онова време намеруваше се единъ бугаринъ духовникъ у църквата наша именемъ свѧта Сина и онъ си пожали своето народне чада защо си нематъ книжици децата за да учатъ; нажали му се и донесе печатница за буквари со церковни букви и со два ѧзика бугарски и гръцки... отъ времето владика Мелетиѧ до времето на Еронима... Во времето негово писмо ни доиде отъ Царигратъ отъ некоѧ жена подари за 3: града училища да направитъ, едно у Солунъ и едно у Битола и друго дека да е прилично. И мие зедохме писмото и зарадвахме се защо дошло времето и пакъ брзо станае по првите маистори отъ исвренио наротъ отидое при дедо владика за да имъ даетъ благословъ по просто изинъ, за да си направатъ това нещо. И щомъ отишли там перво и престретилъ протошингелъ дедо владика Иеронима: що сакате маистори, и они му казали како писмото имъ беше, и онъ им отговорилъ съ лукавщина: о будали бугари той ветовъ огонъ едва сме го угаснали, пакъ вие исакате да го палите... По голѣмио майсторъ, рекоми Иванъ Камбуръ, а по мали Иосиф Франго е реколъ: аиде бре, що го слушашъ това куче, да идеме при деда владика самаго... И що се качие горе влезое му во одаита и поклониха му сѧ и бациле му рока... Они му отворили то истото щото бее рекли протошингелу... и испудие ги и дойдое майсторитѣ скорбни отъ страната на дѣда владика...
Името му е сред общинарите от периода 1873 – 1876 година, редом с Насте Стоянов, Петруш Шумков, Димитър Паунчев, Андрей Илиев, Иван Петров Ташканов, Христо Шага, Апостол Иванов, Стоян Иванов, Спасе Нелков, Новко Иванов.

Плакокнижица терзиски еснаф Дебрани въ Солунъ... Первопочнати еснавъ терзіи бул(гарски): у Солунъ предисловие на таѧ книга именуемѧ: памѧтница или споменіца на живи и на мертви на той благословений еснафъ шивѣнскій и словенскій ѧзикъ и писменосъ пѡдражатели и народолюбиви братиѧ и желаеми о народъство и писменосъ свои, но нужда ради града сего именуемый Солунъ, како ненавидиле това словѡ и ако да имало некои свещеникъ сиръ или некои попъ да зное да пее славѧнски, не го оставиле: по таѧ причина претвориле памѧтніца сеѧ по гречески. А тои благогѡвѣнни руфетъ рекомій Дебренци и Крушовци и Кичевци жалеећи на серцето си за словото си ѡтеческо ѡтъ денъ на денъ почнае да се мислатъ како да сѧ потрудатъ и да си направѧтъ некакво средство: за словото си да не изгубатъ, то да си направатъ или цръква или некое училище. И почнае малу по малу ѿ 1833: гѡда ѿ некои си ученика учена у тоѧ градъ, ѿ некои си мона(хъ) ѧбанџиѧ сиречъ чуждицъ учителъ по славѧнски. И тіе благородніи терзии имале су мали деца, рекле му: Оче, молим те, учини нама мило како знаешъ кніга нашинска сиречъ славѧнска или ти на просто бугарска, научи ни тиѧ наши дечица за споменъ вѣченъ твои и за словото да не угасне со свѣ. И тои лубивши стар самак сиречъ по гръцки именем: Исаиѧ родом рс несѧ обленилъ и исполнілъ желаемото на напомощни маистори. Первие биле Степанови синове Симонъ и Алека, Тодоръ, Зафиръ, Цвѣтко, Дойчинъ приѧтели монаха того и зелъ имъ децата да имъ (г)и учи и край ни(хъ) и ѿ сиотъ еснавъ зелъ децата и имъ учил до 2 години и отъ тие учници пробудиѧ татковцитѣ си и братиѧта си и да сѧ потрудатъ да си направа некои храмъ или училище по слово и по ѧзикомъ и почнае цверто да сѧ трудатъ ѿ 1861: до 1867. И по теѧ сотвори едно мало девическо училище у единъ бла(го)роденъ бугарин именемъ  Костадин Динго Дрзиловицъ у кућата негова учителка кћерка му Слафка по заповѣстьта. На тоѧ времѧ уста баши Десподъ Крушовали, маисторъ Иосифъ Франго, Ћешко ѿ Галичникъ, Петко Деспотовъ ѿ Радоища, Стоѧнъ Богово ѿ Врмніца: тие по перви беѧ маистори у еснавот шивѣлски у това време що почно царство за това народное добро. А на училището преставителите поставени беѧ тие: первио Ћерће Костадино, вториатъ (над)зирателъ Вело Негревъ ѿ Селце, трети Ћирѧко братъ Костадиновъ Дрзиловицъ. Ѿ тога почна и за цръква да се мисли, но бесъ опщина не може да би това нещо и соединисме со домоправителскиотъ помощенъ еснафъ да направи опщина и намери се благословено у Панаиотъ Лазаревъ и тамо направи сѧ пръвата опщина ѿ 12: лица и тие почнае да сакаетъ ѿ владиката гръцки, а вла(ди)ка владееше на това време цркви Не(о)фитъ, но владика не сѧ показува че ѧ не ви дава, народат ніете, гратски питропи не дават. А нашите преставители ѿ народатъ нї поставенї беѧ тиѧ: Ћерће Динговъ, Иосифъ Ѧаковъ ѿ Косоврасти, Петрушъ Шумковъ, Петро Танковъ, ћеѧѧ и рекое му на митрополита: само ти говоришъ ни, ни не видимо, но свикай и нихъ, това да (г)и чуеме и ми усно, така да се увѣримо. И у утрешнио денъ даде имъ сборъ стиѧ му: да до(ид)ете на 4: часо ас ће вии повика тука да чуете устно. И на утринта народнїте ни преставители ни наидое какво ще бѣ реколъ вла(ди)кава и сѧ сами тиѧ усно ѿговориѧ: ви приѧтели вчера ѿ владикава нї сте сакали една цръква коѧ да е да си пеете по ѧзикотъ ви, по славѧнский; цръквите ни се наши сиречъ гречески, а не се владицки, да владиката, не нї (г)и направилъ, та да ви даетъ отъ наша страна, ние немаме повече цръква да ви даеме, направите си и имаите си. И тога после почна народа да сѧ грижи за црква и 1873: месеца юнїе день 25 намери благословно привременъ едно параклисъ сиречъ мало молебно цръквиче и тако купие училището на Панагуда махала чрез питропите народнї именем Насте Крушовецъ, Петруш Шумко Круш(овецъ), Димитриѧ Паунчовъ Охритли ћурчіѧ, на времето уста башиѧ Ћерће Стоѧновъ ѿ Врмница. И И това време опочахъ бидовите що биде и ѿ сега занапретъ оставамъ мѣсто и други кои ће бидетъ живъ да сѧ не ленитъ но (да) остави на гла(ва)та с(ве)ти Кирилъ и Методиѧ; тиѧ сѧ на изборъ на наши народъ, що не напоиле со духовно просвещеніе и со славѧнска писмене со славно имъ имѧ до вѣка с оцемъ и со синомъ и сти духомъ аминъ.
1874: месеца февруариѧ денъ 6: среда, писахъ асъ Вело Негревъ ѿ село Селце и ви сѧ мола що згреши(хъ) да мѧ опростите братие, защо токмо единъ Богъ е бесъ грехъ и пакъ ви сѧ мола и ви зарочува за искрата и изворотъ да печалимъ и тиѧ по насъ що ће да останатъ по добро да ѧ искрата засилатъ и големъ ото(нъ) да ѧ направатъ и изворотъ и искрата да го поотворатъ и на реки да умножетъ, а изворотъ и искрата е това ученіе и законотъ божій.
Оставя на белите листове на Раичовата история интересни бележки за българщината в Солун - за българското килийно училище в града, за печатаря Теодосий Синаитски, за опита да се изгради училищна сграда. В 1874 година написва на български летописен разказ като предговор към Поименик от 1817 година, в 1841 преведен на гръцки със заглавие „Плакокнижица или терзиски еснафъ Дебрани въ Солунъ“, пазен от неговия син Иванчо Велев Дебранчето, издаден от Димитър Матов (Период. сп., год. VII, кн. XXXV, с. 701 – 8763), Атанас Шопов („Из новата история на българите в Турция“, Пловдив, 1895, с. 53 – 56) и Йордан Иванов („Българете в Македония“, София, 1915, с. 103 – 104; „Български старини из Македония“, 2 издание, с. 189 – 191). Трудът му е многократно цитиран от българските историци.